# Серединское
Серединское — деревня в Боровском районе Калужской области. Входит в состав сельского поселения «Деревня Асеньевское».

## География
Деревня расположена на северо-востоке Калужской области, на берегах реки Межиха и водохранилища Межура. Рядом — деревни Межура и Бортники.

## Население
| 2002 | 2010 |
| ---- | ---- |
| 213  | ↘194 |

## Достопримечательности
В деревне — заброшенная церковь Благовещения Пресвятой Богородицы (Сергия Радонежского), построенная в стиле барокко в 1767 году и кладбище. Сохранились остатки усадьбы — одноэтажное служебное здание середины XIX века и остатки пейзажного липового парка.
С 1861 года — центр Серединской волости Боровского уезда.